# André Declerck
André Declerck (Koekelare, 27 agosto 1919 – Roeselare, 13 settembre 1967) è stato un ciclista su strada e pistard belga.
Professionista dal 1943 al 1955, fu vincitore di due Omloop Het Volk e di una Gand-Wevelgem.

## Carriera
Ottimo passista, il suo fisico eccessivamente muscoloso gli impedì di raggiungere grandi traguardi.
Si fece notare dapprima come gregario, poi come capitato, nelle corse di un giorno. Morì nel 1967 in seguito ad un incidente stradale nei pressi di Rollegen-Kapalle.

## Palmarès

### Strada
- 1938 (Dilettanti, una vittoria)

Giro delle Fiandre Dilettanti
- 1939 (Dilettanti, due vittorie)

Campionati belgi, Prova in linea Indipendenti
Gand-Wevelgem
- 1943 (Alcyon-Dunlop, due vittorie)

Elfstedenronde
A Travers Paris
- 1948 (Bertin-Wolber, due vittorie)

2ª tappa Giro del Belgio (Blankenberge > Mons)
5ª tappa Giro del Belgio (Charleroi > Brussels)
- 1949 (Bertin-Wolber, otto vittorie)

Omloop Het Volk
Omloop der Vlaamse Gewesten
2ª tappa Tour du Maroc
12ª tappa Tour du Maroc
2ª tappa Giro del Belgio (Blankenberge > Liegi)
Gullegem
Bruxelles-Moorslede
Sluitingsprijs
- 1950 (Devos Sport, due vittorie)

Omloop Het Volk
Textielprijs
- 1951 (Bertin-Wolber, una vittoria)

Kuurne-Bruxelles-Kuurne
- 1952 (Bertin-Wolber, una vittoria)

1ª tappa Tour du Maroc (Casablanca > Rabat)
- 1953 (Bertin-D'Alessandro, una vittoria)

Omloop Mandel-Leie-Schelde

#### Altri successi
- 1943 (Alcyon-Dunlop)

Criterium di Diksmuide
Criterium di Eine
Criterium di Torhout
- 1945 (Alcyon-Dunlop)

Criterium di Oostrozebeke
Criterium di Jabbeke
- 1947 (Alcyon-Dunlop)

GP Norbert Callens
Criterium di Oostende
- 1948 (Bertin - Wolber)

Criterium di Aartrijke
Criterium di Wervik
- 1950 (Devos Sport)

Criterium di Deinze
Criterium di Sint-Genesius-Rode
Criterium di Staden
Criterium di Koekelare
Criterium di Ieper
Criterium di Berlaar
- 1951 (Bertin-Wolber)

Criterium di Boortmeerbeek

### Pista
- 1949

Ransart-Beaumont-Ransart, Derny

## Piazzamenti

### Grandi Giri
- Tour de France

1948: ritirato (14ª tappa)

### Classiche monumento
- Milano-Sanremo

1952: 24º
- Giro delle Fiandre

1942: 6º
1949: 6º
1951: 9º
- Parigi-Roubaix

1944: 42º
1946: 13º
1948: 41º
1949: 6º
1950: 7º
1951: 4º
1952: 20º
- Liegi-Bastogne-Liegi

1943: 9º
1950: 5º
1952: 52º

### Competizioni mondiali
- Campionato del mondo

Valkenburg 1948 - In linea: ritirato